# Eyalet d'Anatolie
1393–1864
Entités précédentes :
- Beylicats anatoliens

Entités suivantes :
- Eyalet d'Aidin
- Eyalet d'Ankara
- Eyalet de Hüdavendigâr
- Eyalet de Kastamonu

Le beylerbeylik, pachalik ou eyalet d'Anatolie (turc ottoman : ایالت آناطولی, Eyālet-i Anaṭolı) est une ancienne province de l'Empire ottoman qui a existé du XIVe au XIXe siècle. Elle couvrait l'ouest de l'Anatolie (ou Asie mineure), en Turquie actuelle.

## Histoire

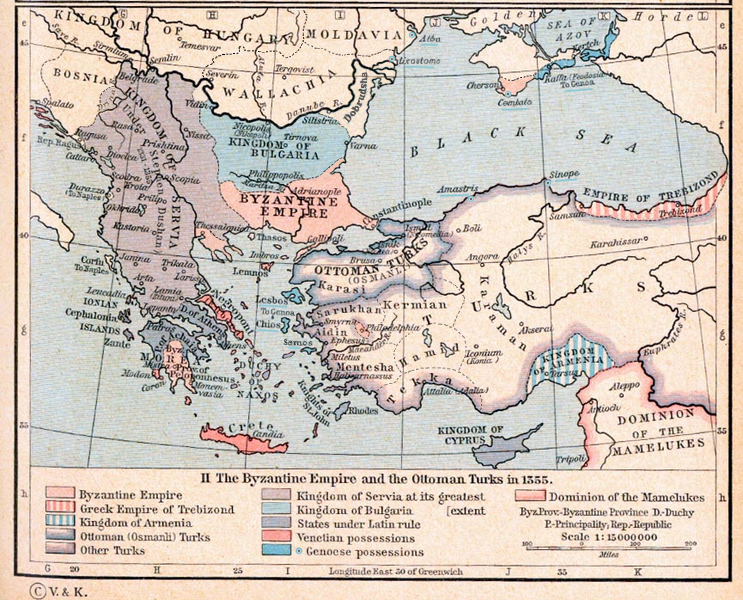
Balkans et Anatolie vers 1355 : sultanat ottoman et beylicats anatoliens. William Robert Shepherd, 1931

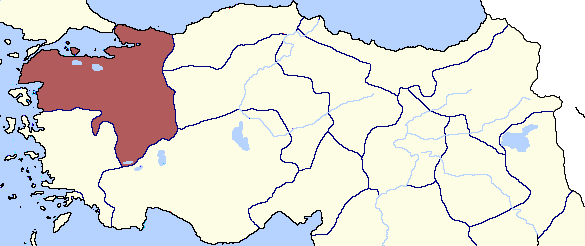
Les eyalets anatoliens en 1861

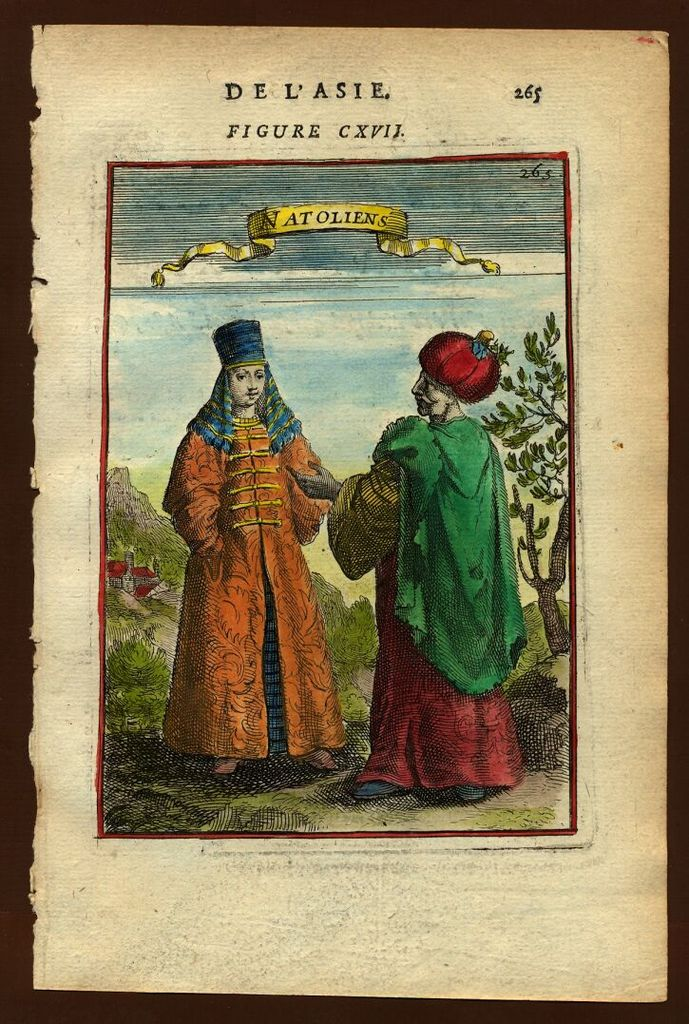
Anatoliens. Description de l'Univers, par Alain Manesson Mallet, 1683.

Le beylerbeylik est créé en 1393 pour administrer les provinces asiatiques de l'Empire. C'est une des deux plus anciennes provinces ottomanes avec le beylerbeylik de Roumélie qui regroupait les provinces européennes des Balkans. Il a pour capitale Ankara puis Kütahya. Son importance diminue avec la création d'autres provinces asiatiques sur les territoires des principautés annexées par les Ottomans : Eretnides (dont le territoire devient l'eyalet de Roum), Karamanides (eyalet de Karaman), Dulkadirides (eyalet de Dulkadir). 
Le pachalik de l'Archipel, créé en 1533, regroupe plusieurs sandjaks sur la mer Égée et la mer de Marmara détachés du beylerbeylik de Roumélie et de celui d'Anatolie.
Entre 1598 et 1610, l'ouest de l'Anatolie est touché plusieurs fois par les révoltes des Celali, milices turques locales qui s'emparent de Kütahya avant d'être réprimées.
Au XIXe siècle, l'eyalet est morcelé en plusieurs provinces et finalement supprimé en 1864 lors de la réforme administrative qui remplace les eyalets par des vilayets. 

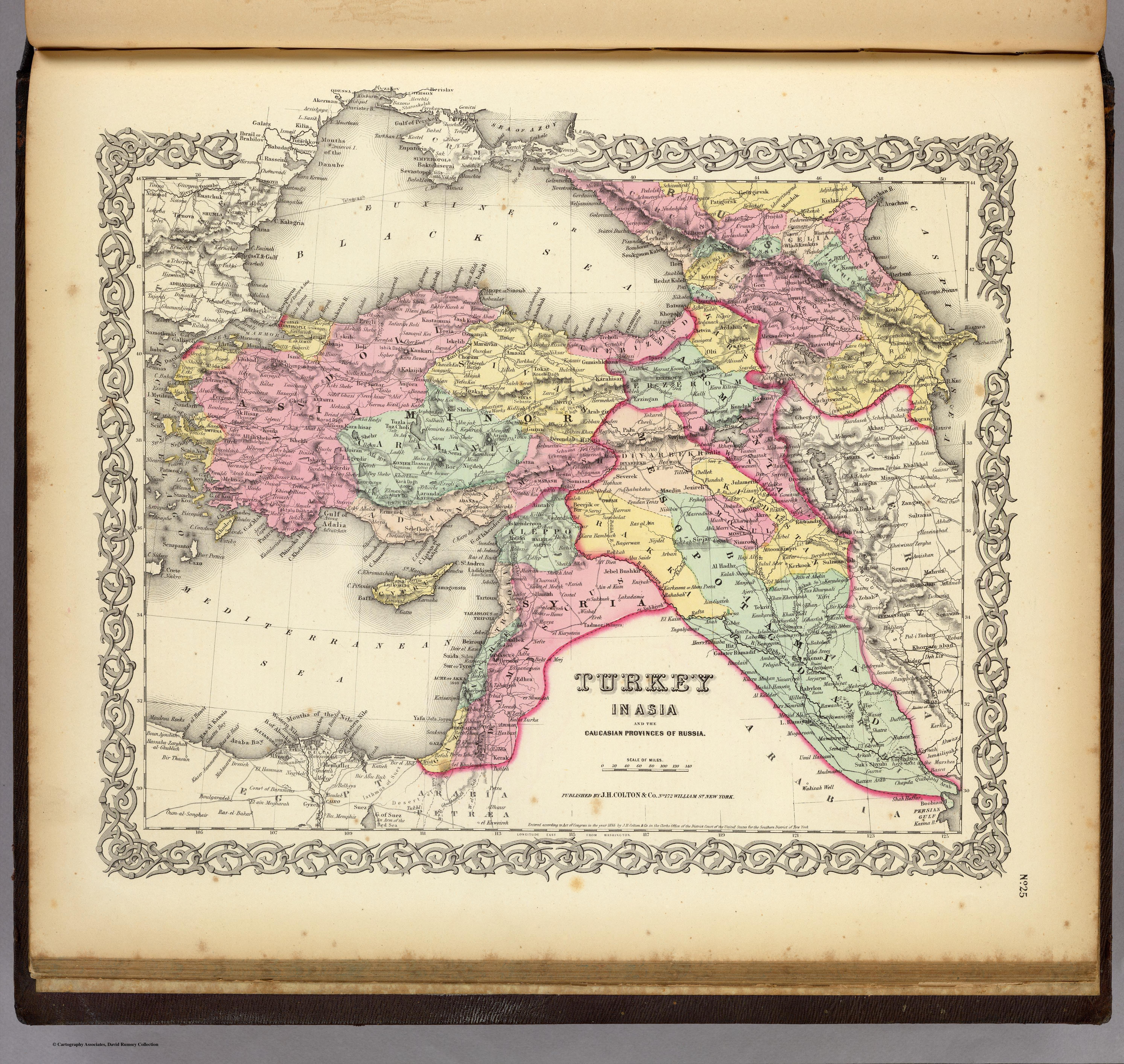
Anatolie et Caucase. L'eyalet d'Anatolie est en rose à l'ouest. Colton, 1856

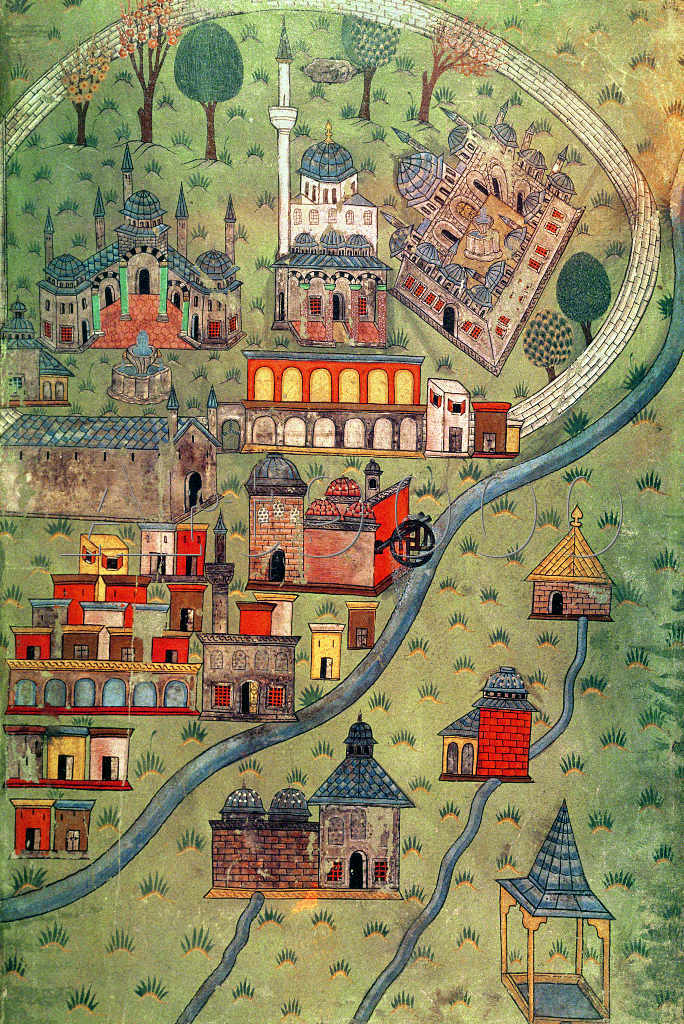
Vue d'Eskişehir, miniature ottomane du XVIe s.

Provinces issues de l'eyalet d'Anatolie :
- Eyalet d'Aydın (1827)
- Eyalet d'Ankara (1827)
- Eyalet de Hüdavendigâr (1827)
- Eyalet de Kastamonu (1827)

## Subdivisions
La province est subdivisée en sandjaks. En 1609 :
- Sandjak de Kütahya
- Sandjak de Saruhan (Manisa)
- Sandjak d'Aydın (Aydın)
- Sandjak de Hüdavendigâr (Bursa)[1]
- Sandjak de Kastamonu[2]
- Sandjak de Menteşe (Muğla)
- Sandjak de Bolu
- Sandjak d'Ankara
- Sandjak de Karahisar
- Sandjak de Teke (Antalya)
- Sandjak de Kangırı
- Sandjak de Hamid (Isparta)
- Sandjak de Sultanönü (Eskişehir)
- Sandjak de Karesi (Balıkesir)

Le sandjak de Beypazarı est créé au XVIIIe siècle.

## Gouverneurs
La plupart des gouverneurs (beylerbey) ne sont restés que peu de temps en poste. Une des rares exceptions est Hersekli Ahmed Pacha, originaire d'Herzégovine, gouverneur d'Anatolie de 1481 à 1483, en 1484, de 1486 à 1497 et de 1498 à 1501, grand vizir à 5 reprises.
- Voir Liste des beylerbeys d'Anatolie (en turc)